# میلاد کر
میلاد کر (زادهٔ ۱۹ مهر ۱۳۸۲) بازیکن فوتبال اهل ایران است که در پست مدافع برای باشگاه فوتبال تراکتور در لیگ برتر خلیج فارس بازی می‌کند.

## سوابق باشگاهی
گالاتاسرای ترکیه رده ۱۳ سال
سپاهان نوجوان
ذوب آهن جوانان بزرگسالان ذوب آهن دو سال
همه رده‌های تیم ملی فوتبال پایه

## افتخارات

#### تراکتور
- لیگ برتر خلیج فارس (۱): ۰۴–۱۴۰۳